# Regiones de Brasil
Las regiones de Brasil son agrupaciones de las unidades federales (estados o distritos) en los que se divide la federación con el propósito de ayudar a las interpretaciones estadísticas, implantar sistemas de gestión de funciones públicas de interés común u orientar la aplicación de políticas públicas de los gobiernos federal y estatal. No existe, por lo tanto, ningún tipo de autonomía política de las regiones.
Esta división tiene carácter legal y fue propuesta por el Instituto Brasileiro de Geografia e Estatística (IBGE) en 1969. El IBGE consideró solamente aspectos naturales en la división del país, como el clima, el relieve, la vegetación e hidrografía; por esta razón, las regiones también son conocidas como regiones naturales de Brasil. Hay una pequeña excepción con relación a la región Sudeste, que fue creada tomando en cuenta parcialmente aspectos humanos como el grado de desarrollo industrial y urbano.
Las regiones, incluso cuando están definidas por ley, no tienen personalidad jurídica propia, ni los ciudadanos eligen representantes de la región. No hay, por lo tanto, cualquier tipo de autonomía política de las regiones brasileñas como hay en otros países.

## Historia
La primera propuesta de división de Brasil en grandes regiones data de 1913, para ser usada en la enseñanza de geografía. En esta primera versión, Brasil fue dividido en las regiones Septentrional, Norte Oriental , Central , Oriental y Meridional.
Más tarde, en 1940, el IBGE elaboró un nuevo estudio de división regional, teniendo en cuenta también los aspectos socioeconómicos, además de los aspectos físicos. En esta división, Maranhão y Piauí fueron añadidos a la región Norte (antigua región Septentrional), Río de Janeiro contaba como parte de la región Sur (antigua región Meridional), y Minas Gerais, junto a Goiás y Mato Grosso, formaba la región Centro. Además, las regiones de Oriental y Norte Oriental cambiaron de nombre por, respectivamente, Este y Nordeste. Cinco años después, ya al final de la era Vargas una nueva división fue hecha teniendo en cuenta los nuevos territorios federales entonces creados. En esta división de 1945, la región Norte pasaba a incluir los territorios del Río Branco, Amapá y Guaporé; la región Nordeste se dividiría en Nordeste Occidental (Maranhão y Piauí) y Nordeste Oriental (que ganaba el territorio de Fernando de Noronha); la región Oriental se dividía en el Este Septentrional (Bahía y Sergipe) y el Este Meridional (Minas Gerais, Espírito Santo, Río de Janeiro y el Distrito Federal); la región Centro cambiaba de nombre a Centro-Oeste y ganaba el territorio de Punta Porá; la región Sur ganaba el territorio del Iguazú.
En 1950, los territorios de Punta Porá y del Iguazú fueron extinguidos y las regiones Nordeste y Oriental fueron reagrupadas. En 1960 se creó Brasilia y, con ello, el distrito federal pasó a ser parte del Centro-Oeste. En 1962, el Acre pasó a ser un estado y el territorio del Río Branco fue renombrado como Roraima.
En 1969, las regiones finalmente ganaron las formas que poseen hoy: Bahía y Sergipe pasaron a ser parte del Nordeste, mientras que Minas Gerais, Espírito Santo y Río de Janeiro fueron unidos a São Paulo en la región Sudeste. Pocos años después, el sur de Mato Grosso se vuelve independiente, con el nombre de Mato Grosso del Sur, permaneciendo como parte del Centro-Oeste. Después de eso, apenas algunos cambios pequeños fueron agregados, con la constitución de 88: el norte de Goiás fue separado con el nombre de Tocantins y anexado a la región Norte; Roraima, Rondonia y Amapá pasaron de ser territorios a estados; Fernando de Noronha pasó de ser un territorio federal a distrito estatal del estado de Pernambuco.

## Regiones
Las regiones brasileñas son:

1 - Centro-Oeste
2 - Nordeste
3 - Norte
4 - Sudeste
5 - Sur

- Región Centro-Oeste, la cual está conformada por los estados de Goiás, Mato Grosso y Mato Grosso del Sur, además del Distrito Federal. Posee un territorio de 1 604 852 km² (18,9% del territorio nacional) y una población de alrededor de 12 millones de habitantes.

- Región Nordeste, la cual está conformada por los estados de Alagoas, Bahía, Ceará, Maranhão, Paraíba, Pernambuco, Piauí, Río Grande del Norte y Sergipe. Posee un territorio de 1 556 001 km² (18,2% del territorio nacional), dentro de los que está localizado el Polígono das secas, y una población apenas superior a los 50 millones de habitantes.

- Región Norte, que está conformada por los estados de Acre, Amapá, Amazonas, Pará, Rondônia, Roraima y Tocantins. Posee un territorio de 3 851 560 km² (45,2% del territorio nacional) y una población apenas superior a los 14 millones de habitantes, que la convierten en la región con menor densidad demográfica de todo Brasil.

- Región Sudeste, que está conformada por los estados de Espírito Santo, Minas Gerais, Río de Janeiro y São Paulo. Posee un territorio de 927 286 km² (10,9% del territorio nacional) y una población de alrededor de 77 millones de habitantes.

- Región Sur, que está conformada por los estados de Paraná, Río Grande del Sur y Santa Catarina. Posee un territorio de 575 316 km² (6,8% del territorio nacional) y una población de más de 26 millones de habitantes.

Los límites de las regiones siempre coinciden con límites de estados, no existiendo estados cuyos territorios queden divididos en dos regiones diferentes.
El área correspondiente al estado de Tocantins (integrante de la región Norte), por provenir del desmembramiento de Goiás (Centro-Oeste), fue la última alteración en la delimitación de las regiones brasileñas.
En la actualidad, sin embargo, muchos geográfos y especialistas prefieren la división geoeconómica propuesta en 1967 por Pedro Pinchas Geiger, que toma en cuenta aspectos naturales y humanos, formada por tres regiones cuyas fronteras no coinciden con los límites interestatales: Amazonia, Centro-Sur y Nordeste.